# Kieliszek (botanika)

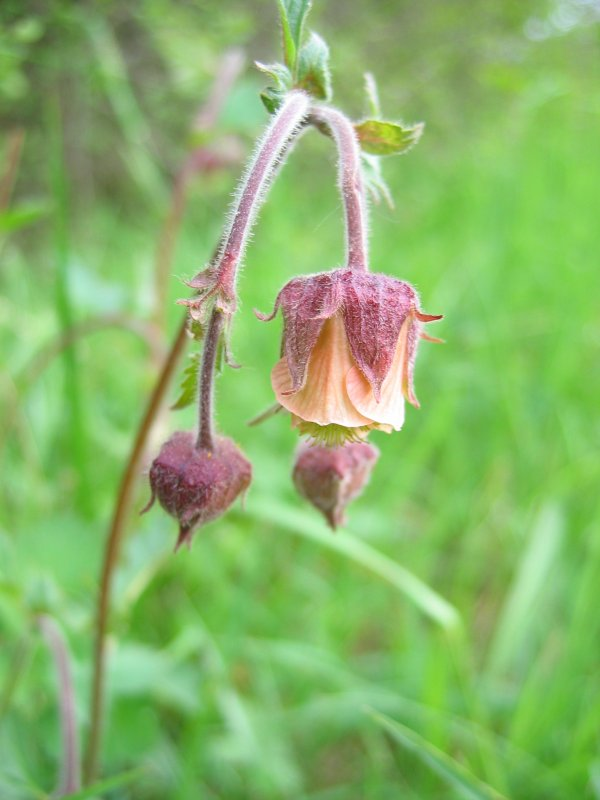
Kieliszek na kwiatach kuklika zwisłego

Kieliszek (ang. łac. epicalyx) – występujące w kwiatach niektórych roślin dodatkowe listki znajdujące się na zewnątrz działek kielicha i zwykle podobne do nich. 
Występują np. u niektórych przedstawicieli rodzin różowatych (Rosaceae) i ślazowatych (Malvaceae). Obecność kieliszka jest ważną cechą diagnostyczną.
We wzorze kwiatowym okółek działek kieliszka oznacza się literą E lub k (w przeciwieństwie do kielicha K).